# Hipocôndrio esquerdo
Hipocôndrio esquerdo é um das nove divisões da anatomia de superfície da parede  abdominal. Localiza-se acima da cintura, mas abaixo do tórax, na região das costelas (9ª à 12ª), à esquerda do epigástrio, no terço mais cefálico. O principal órgão que se encontra sob esta região é o baço.

## Outras regiões da parede do abdômen

Linhas superficiais da frente do tórax e abdômen.

- Hipocôndrio direito
- Epigástrio
- Flanco direito
- Flanco esquerdo
- Mesogástrio
- Fossa ilíaca direita
- Fossa ilíaca esquerda
- Hipogástrio